# Habranthus pedunculosus
Habranthus pedunculosus är en amaryllisväxtart som beskrevs av Herb.. Habranthus pedunculosus ingår i släktet Habranthus och familjen amaryllisväxter. Inga underarter finns listade i Catalogue of Life.